# 鹿頸 (陰澳)

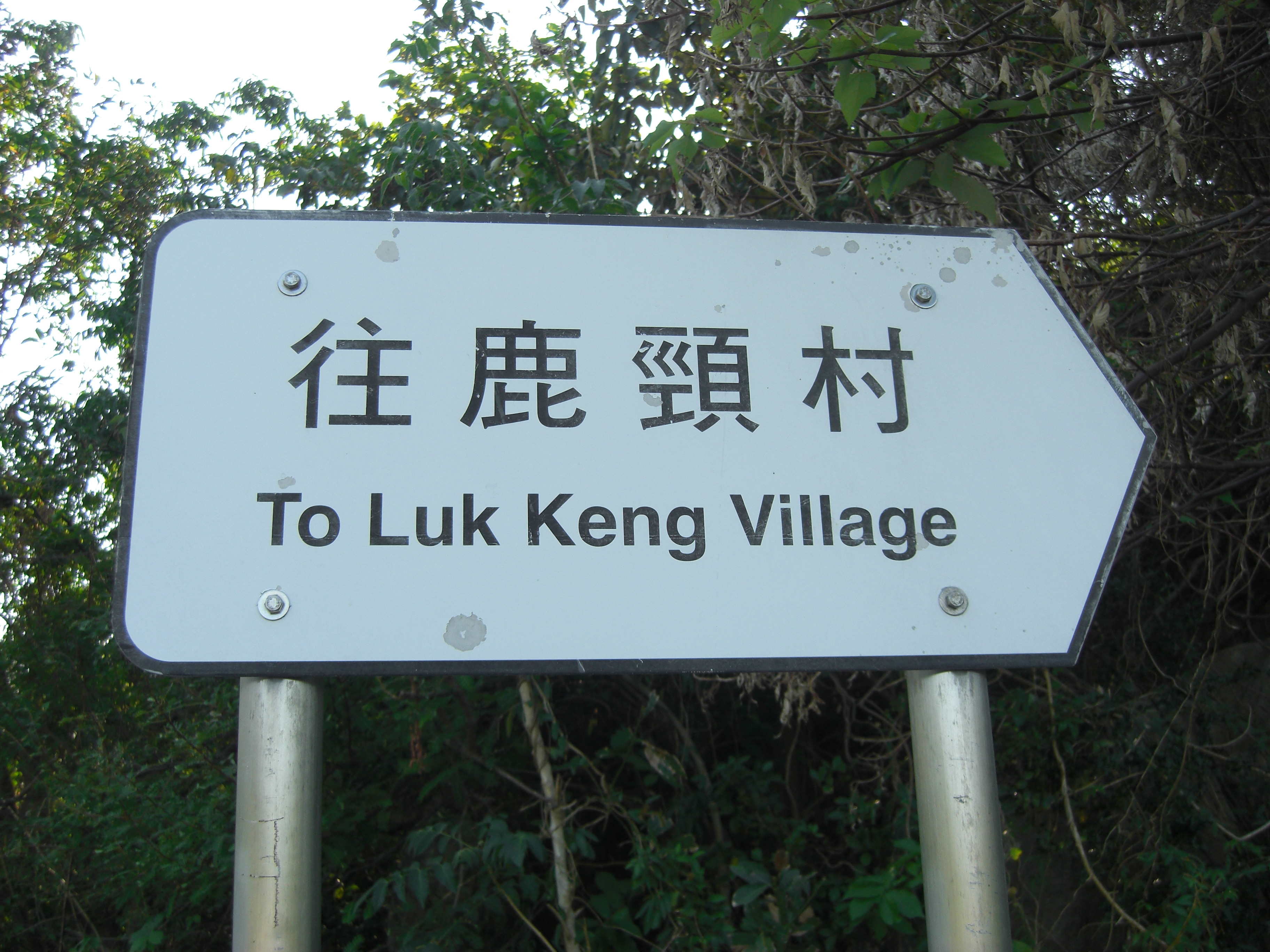
在陰澳篤通往鹿頸村的路牌

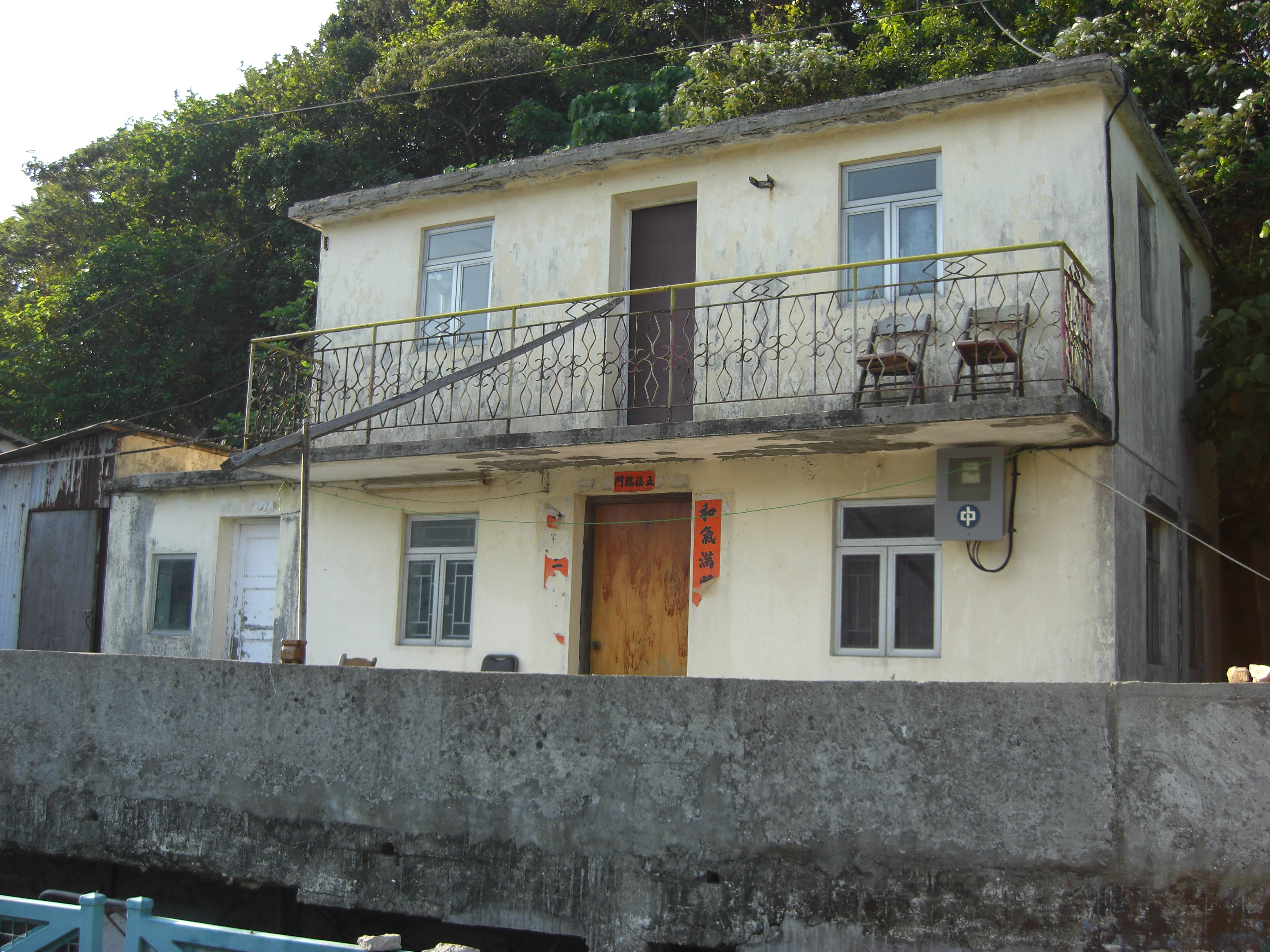
鹿頸村的村屋

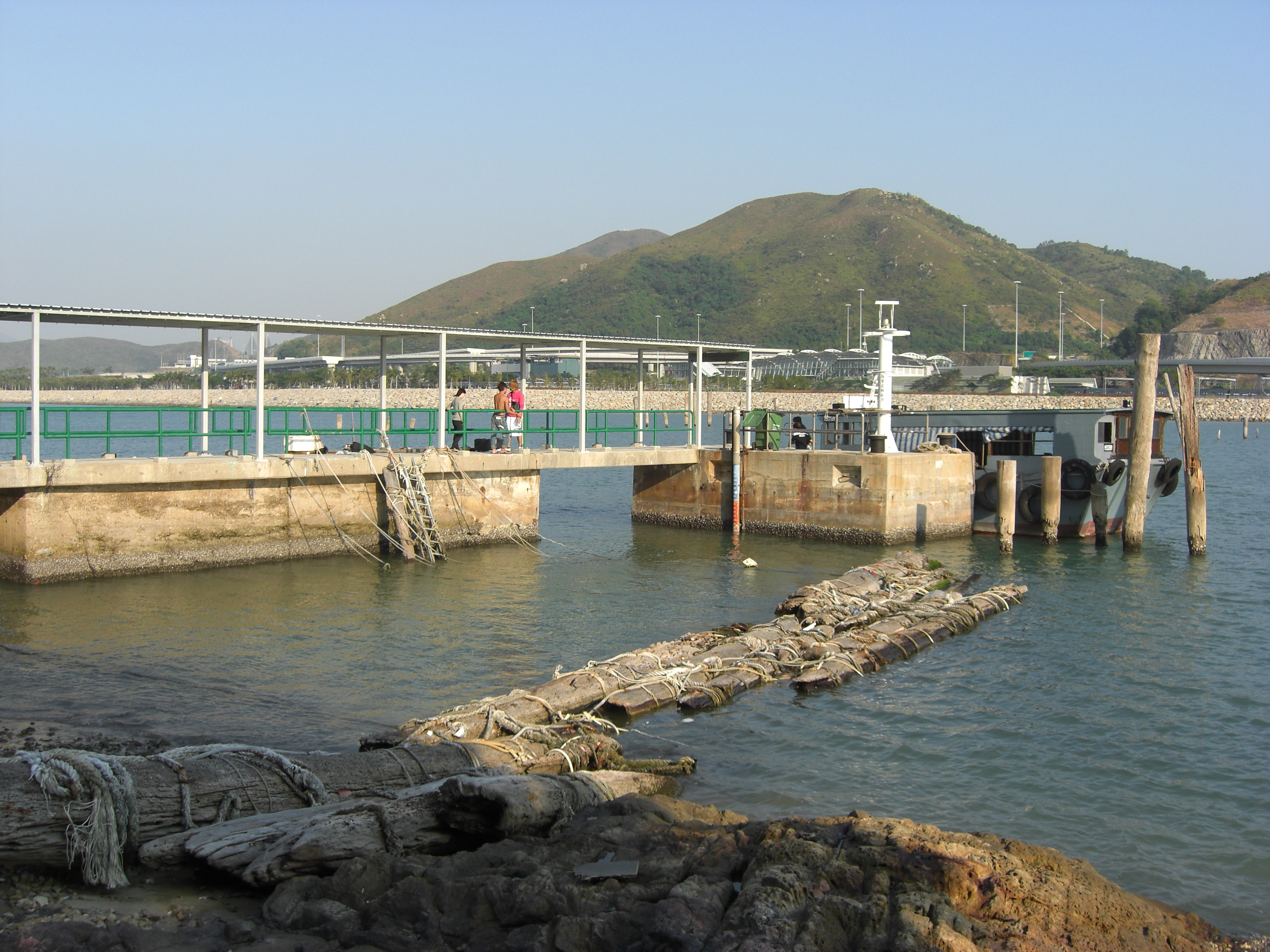
鹿頸碼頭

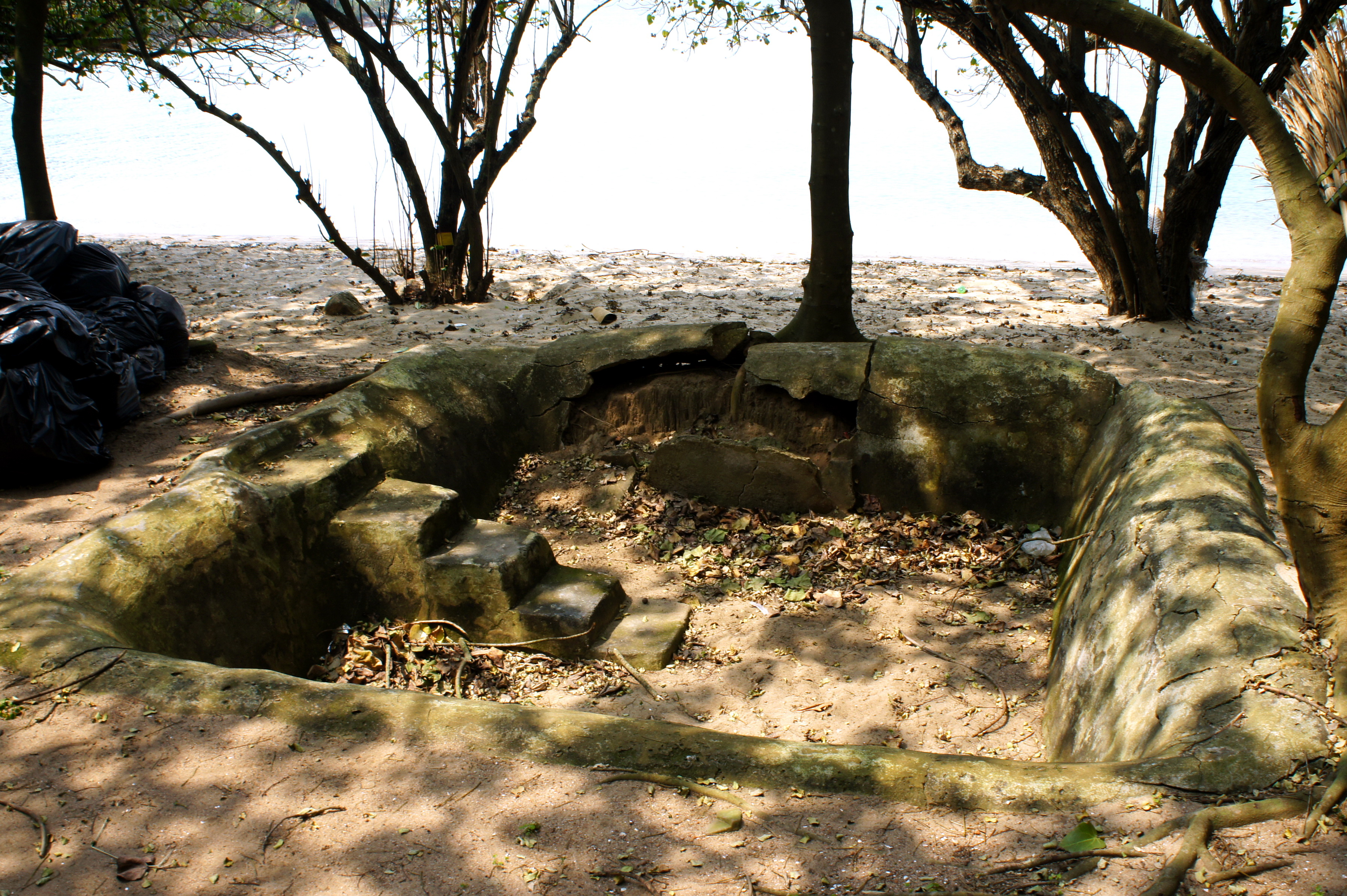
鹿頸村的唐代窯爐遺跡

鹿頸村，位於香港新界大嶼山陰澳陰澳灣北面的半島，屬荃灣區，是一個新界原居民鄉村。該村的北面是鹿頸灣和無人島──長索，東面是陰澳灣，西面是陰仔灣。這個地區曾是從大陸運送木材的樞紐。附近海床上矗立的高大木樁就是其過去的遺產。

## 前往方法
乘搭港鐵東涌線到欣澳站，從A出口沿陰澳灣海邊近港鐵路軌的長廊，步行至陰澳篤，再沿小徑步行至鹿頸村，約需半小時。鹿頸村曾經設有街渡往來荃灣青山公路的青龍頭，惟該街渡服務於2009年7月13日起停止服務。

## 交通
- 港鐵欣澳站